# Rose kalkkorstwier
Het rose kalkkorstwier (Phymatolithon lenormandii) is een veel voorkomend roodwier uit de klasse Florideophyceae. Het is lichtrood tot roze van kleur met een witte rand.

## Kenmerken
Het rose kalkkorstwier is een dunne alg die korstvormend groeit als een dunne platte kalkachtige thallus die duidelijk zonder takken is. Het thallus wordt 1 tot 2 mm dik met een glad oppervlak. De voortplantingsorganen hebben de vorm van knobbeltjes. Deze zijn duidelijk te voelen als het wordt betast.

## Verspreiding
Rose kalkkorstwier komt in Europa algemeen voor van Noorwegen tot aan de Middellandse Zee. Wereldwijd gemeld vanuit onder andere Canada, de Verenigde Staten, Mexico, Japan en Zuid-Amerika.